# Tatyana Sidorova
Tatyana Sidorova (en russe Татьяна Сидорова ), née le 25 juillet 1936 à Tcheliabinsk, est une patineuse de vitesse soviétique.

## Biographie
Aux Jeux olympiques d'hiver de 1964 à Innsbruck en Autriche, Irina Iegorova remporte la médaille de bronze du 500 mètres derrière ses compatriotes Lidia Skoblikova et Irina Iegorova. Aux Jeux olympiques d'hiver de 1968, elle termine à la neuvième place sur 500 mètres. Finalement, elle aura battu trois records du monde tous sur 500 m, sa distance de prédilection, une fois en 1968 et deux fois en 1970.

## Records personnels
| Distance     | Temps        | Année |
| ------------ | ------------ | ----- |
| 500 mètres   | 42 s 8       | 1973  |
| 1 000 mètres | 1 min 29 s 9 | 1970  |
| 1 500 mètres | 2 min 21 s 8 | 1970  |
| 3 000 mètres | 5 min 8 s 1  | 1970  |